# Steffen Blochwitz
Steffen Blochwitz (Herzberg, Brandenburg, 8 de setembre de 1967) va ser un destacat ciclista alemany. Nascut a Alemanya de l'Est va defensar els seus colors fins a la reunificació alemanya.
Va combinar tant el ciclisme en carretera amb la pista. En aquesta última modalitat va obtenir una medalla de plata als Jocs Olímpics de Seül, i tres al Campionat del món de persecució per equips, una d'elles d'or.

## Palmarès en pista
- 1985
  -  Campió del món júnior en Persecució per equips (amb Uwe Preissler, Michaël Bock i Thomas Liese)
- 1986
  - Campió de la RDA en Persecució per equips
- 1987
  - Campió de la RDA en Persecució per equips
- 1988
  -  Medalla de plata als Jocs Olímpics de Seül en Persecució per equips (amb Carsten Wolf, Roland Hennig i Dirk Meier)
- 1989
  -  Campió del món de velocitat per equips (amb Carsten Wolf, Guido Fulst i Thomas Liese)
  - Campió de la RDA en Persecució

## Palmarès en ruta
- 1987
  - Vencedor de 2 etapes a l'Olympia's Tour
- 1988
  - Vencedor de 2 etapes a la Volta a la Baixa Saxònia
- 1989
  - Vencedor d'una etapa a l'Olympia's Tour
- 1991
  -  Campió d'Alemanya en contrarellotge per equips
  - 1r a la Volta a Saxònia
- 1993
  - 1r a la OZ Wielerweekend i vencedor d'una etapa
- 1995
  - 1r a la Volta a Turíngia
  - Vencedor d'una etapa a la Volta a la Baixa Saxònia
- 1997
  - Vencedor d'una etapa a la Cursa de la Pau